# Invasion (Hybridspiel)
Invasion ist ein hybrides Video-Brett-Spiel für zwei bis vier Mitspieler, das 1972 in den USA von Magnavox für deren Spielkonsole Odyssey veröffentlicht wurde. Es gilt als das erste spielkonsolenunterstützte Strategiespiel.

## Spielbeschreibung
In Invasion versuchen zwei bis vier Spieler, alle zwölf auf einem Spielplan befindlichen Burgen zu erobern. Zur Ausstattung des Spiels gehört der Spielplan mit zwölf Burgen, 300 Spielsteine (Armeen), 4 Spielsteine (Schiffe), 40 Beutekarten, zwei sechsseitige Würfel und zwei farbige Haftfolien (für 2 verschiedene Bildschirmgrößen). Daneben werden die Spielkonsole und die zugehörigen Steckmodule Nr. 4, 5 und 6 benötigt.
Zu Beginn des Spiels erhalten die Spieler je nach Spielerzahl eine vorgegebene Anzahl an Armeen, die im weiteren Verlauf durch gehaltene Ländereien ergänzt werden. Zusätzlich können die Spieler Gold durch erfolgreiche Angriffe erbeuten, welches sie zum Kauf von weiteren Armeen, Schiffen oder Gefälligkeiten anderer Mitspieler einsetzen können.
Das Spiel verläuft rundenbasiert reihum. Jeder Spieler hat in seinem Zug die Möglichkeit, eine auf einer benachbarten Länderei befindliche Burg anzugreifen. Alternativ kann ein Spieler Armeen einschiffen, auf dem Seeweg transportieren und bei Erreichen eines geeigneten Landeplatzes einen Angriff gegen die dort befindliche Burg starten. Am Ende eines Zuges kann jeder Spieler seine Einheiten innerhalb eines zusammenhängenden Gebietes verschieben.
Angriffe werden entweder als Direktangriffe oder Schleichangriffe ausgeführt. Bei direkten Angriffen kämpfen die gegnerischen Armeen solange gegeneinander, bis einer der Opponenten nicht mehr genügend Einheiten besitzt, um weiterzukämpfen. Beim Schleichangriff versucht der Angreifer, sich an den vor der Burg liegenden Bewachern vorbeizuschleichen und Truppen heimlich in die Burg zu bringen. Nach einem erfolgreichen direkten oder Schleichangriff kommt es innerhalb der Burg zu einem Kampf mit den dort postierten Bewachern. Der Kampf ist entschieden, wenn entweder der Angreifer oder der Verteidiger keine Truppen mehr in der Länderei hat.
Die taktischen Angriffe werden dabei an der Spielkonsole ausgeführt. Der strategische Anteil des Spiels wird auf dem Spielbrett mit den Spielsteinen, Würfeln oder Spielkarten ausgespielt.
Die Spielmechanismen erinnern teilweise an das Brettspiel Risiko, sind aber durch die Möglichkeit des Seetransports, die beiden verschiedenen Angriffstaktiken und den zweistufigen Kampf um Ländereien erweitert. Außerdem werden Kämpfe nicht durch Zufall, sondern durch Geschick beim Zweikampf an der Konsole entschieden.

## Entstehung und Technik
Das Spiel ist die erste bekannte Realisierung eines Strategiespiels mit Spielkonsolenunterstützung. Dabei standen dem Hersteller Magnavox nur die minimalistischen technischen Möglichkeiten der Odyssey zur Verfügung. Das Gerät verfügt über keinerlei Arbeitsspeicher und kann prinzipiell nur Pong-ähnliche Spiele umsetzen. Deswegen musste die gesamte Buchführung des Spielstandes auf das Spielbrett ausgelagert werden. Das Spiel nutzt im Gegensatz zu anderen Spielen der Odyssey je nach Spielsituation verschiedene Steckkarten (Nr. 4, 5 und 6), wodurch es das komplexeste aller Spiele für dieses System ist. Die visuelle Gestaltung am Bildschirm wurde mittels farbiger Haftfolie auf dem Fernseher (Overlay) aufgewertet.

## Rezeption und spielehistorische Bedeutung
Das Spiel gehört zu den Titeln, die nicht mit der Konsole geliefert wurden, sondern zusätzlich käuflich erworben werden mussten. Es gibt keine offiziellen Angaben über die Anzahl der verkauften Exemplare, allerdings wurde das Spiel beim deutschen Verkaufsstart der Konsole vom hiesigen Vertreiber ITT-Schaub-Lorenz sowie in allen anderen Ländern außer den USA wegen geringer Verkaufserwartungen gar nicht erst in den Verkauf aufgenommen.
Da es 1972 noch keine Zeitschriften für Videospiele gab, gibt es auch keine zeitgenössische Rezension des Spiels. Da das Spiel zudem wegen des Zubehörs schwer zu emulieren ist, beschränkt sich die Resonanz in Presse und Internet auf sehr wenige Beiträge. In den wenigen vorhandenen Besprechungen wird das Spiel als eher langatmig bewertet. Die konsolengestützten Angriffe führten zwar zu kurzweiligen Duellen, der Spielfluss des Strategiespiels würde dadurch allerdings eher behindert. Die Ausführung der Kämpfe sei mit Würfeln anstelle der Spielkonsole besser spielbar.
Trotzdem wird das Spiel weithin als Meilenstein angesehen, da es mit Hilfe des phantasievollen Beiwerks die erste Implementierung eines graphischen Strategiespiels auf einer Spielkonsole oder einem Computer ergab.